# 畠山学
畠山 学 (はたけやま まなぶ）は、日本の法務官僚。法務省西日本入国管理センター所長や、法務省大阪入国管理局長、法務省東京入国管理局長を務めた。

## 人物・経歴
宮城県仙台市出身。1976年東北大学法学部卒業、法務省入省。1989年外務省在ニューヨーク日本国総領事館領事部長。1996年法務省入国管理局入国審査課審査指導官。1997年法務省大臣官房秘書課国際室長。1999年法務省入国管理局難民認定室長。2001年法務省入国管理局参事官。
2003年法務省西日本入国管理センター所長。2007年から法務省入国管理局警備課長を務め、不法滞在外国人削減などに取り組んだ。
2008年法務省大阪入国管理局長。2011年法務省東京入国管理局長。2012年公益財団法人国際研修協力機構熊本駐在事務所長。2015年国際研修協力機構名古屋事務所長。2017年行政書士法人中井イミグレーションサービス常勤顧問。2019年ゴーウェル株式会社顧問。2021年瑞宝中綬章受章。

## 著書
- 『出入国管理制度ガイドブック』日本加除出版 2017年